# ElGrandeToto
 (février 2025).
La mise en forme du texte ne suit pas les recommandations de Wikipédia : il faut le « wikifier ».
Les points d'amélioration suivants sont les cas les plus fréquents. Le détail des points à revoir est peut-être précisé sur la page de discussion.
- Les titres sont pré-formatés par le logiciel. Ils ne sont ni en capitales, ni en gras.
- Le texte ne doit pas être écrit en capitales (les noms de famille non plus), ni en gras, ni en italique, ni en « petit »…
- Le gras n'est utilisé que pour surligner le titre de l'article dans l'introduction, une seule fois.
- L'italique est rarement utilisé : mots en langue étrangère, titres d'œuvres, noms de bateaux, etc.
- Les citations ne sont pas en italique mais en corps de texte normal. Elles sont entourées par des guillemets français : « et ».
- Les listes à puces sont à éviter, des paragraphes rédigés étant largement préférés. Les tableaux sont à réserver à la présentation de données structurées (résultats, etc.).
- Les appels de note de bas de page (petits chiffres en exposant, introduits par l'outil «  Source ») sont à placer entre la fin de phrase et le point final[comme ça].
- Les liens internes (vers d'autres articles de Wikipédia) sont à choisir avec parcimonie. Créez des liens vers des articles approfondissant le sujet. Les termes génériques sans rapport avec le sujet sont à éviter, ainsi que les répétitions de liens vers un même terme.
- Les liens externes sont à placer uniquement dans une section « Liens externes », à la fin de l'article. Ces liens sont à choisir avec parcimonie suivant les règles définies. Si un lien sert de source à l'article, son insertion dans le texte est à faire par les notes de bas de page.
- La présentation des références doit suivre les conventions bibliographiques. Il est recommandé d'utiliser les modèles {{Ouvrage}}, {{Chapitre}}, {{Article}}, {{Lien web}} et/ou {{Bibliographie}}. Le mode d'édition visuel peut mettre en forme automatiquement les références.
- Insérer une infobox (cadre d'informations à droite) n'est pas obligatoire pour parachever la mise en page.

Pour une aide détaillée, merci de consulter Aide:Wikification.
Si vous pensez que ces points ont été résolus, vous pouvez retirer ce bandeau et améliorer la mise en forme d'un autre article.
ElGrandeToto ou Toto ou EGT , né Taha Fahssi le 3 août 1996 à Casablanca (Maroc), est un rappeur et chanteur marocain actif en France.
En 2025, il est l'artiste le plus écouté de la région MENA sur Spotify, avec plus de 1 milliard de streams dans 178 pays.

## Biographie

### Jeunesse
Taha Fahssi naît le 3 août 1996 à Casablanca, d'une mère employée de banque et d'un père soldat dans la marine. Sa tante qui vivait en France lui envoie les disques des rappeurs français, ce qui lui permet de s’initier à l’art de la rime et à la cadences des rythmes.
Il n’obtient pas de visa et se tourne alors vers la radio, la musique et la danse, tout en travaillant comme téléconseiller pour SFR, EDF et autres grandes entreprises. Il raconte ses mésaventures dans des textes de rap lucratifs.
Élève peu assidu, se distingue par un comportement qu'il qualifie d'« agité ». Il s'intéresse brièvement au krump, une forme de danse, avant d'abandonner faute d'infrastructures. Dès l'âge de 11 ans, il commence à écrire, esquissant ses premières rimes.

### Carrière musicale
Taha Fahssi se lance dans la musique en 2016 avec le rappeur marocain 7liwa fondateur de Zawa City et rencontre le succès avec sa chanson Pablo en 2017, qui le fait remarquer dans la scène marocaine. En moins de cinq ans, le rappeur de Casablanca devient une figure notable de la trap.[réf. nécessaire]
En 2018, il sort son premier projet, un EP intitulé Illicit.
En 2020, ElGrandeToto est le huitième artiste arabe le plus streamé dans la région MENA sur Deezer, et sa chanson Hors Série est la septième chanson la plus streamée sur la plateforme d'écoute,[source insuffisante].
La même année, il remporte le titre de « Meilleur artiste hip-hop/rap » lors des 2020 African Entertainment Awards américains,.
Il sort Mikasa en mars 2020, et Halla Halla en septembre 2020, comme deux extraits de son prochain album Caméléon,.
Début 2021, il publie Mghayer, nouvel extrait de Caméléon. Le titre atteint 4 millions de vues sur YouTube en moins de 72 heures et 7 millions en moins d'une semaine. Il atteint la troisième place des tendances musicales YouTube à l'échelle mondiale.
Le 5 mars 2021, il sort son premier album, Caméléon. Il comprend 17 titres, dont 6 en featuring, avec entre autres Small X, Lefa, Farid Bang, Damso ou encore Hamza,,.
En décembre, Spotify annonce qu'il est l’artiste le plus écouté au Maroc et dans le monde arabe en 2021.
Fin 2021, il sort la chanson Msh Khalsa, un duo avec le rappeur égyptien Wegz, fruit d'une collaboration entre Takwene Digital et Deezer,.
Le 27 mai 2022, ElGrande Toto dévoile Salina, une chanson en collaboration avec plusieurs rappeurs de la scène marocaine dont Small X, Ouenza et Ilies Tagne.
Le 24 novembre 2023, il sort son deuxième album 27, qui rencontre un succès fulgurant à l’échelle internationale.
Son troisième album, SALGOAT, sort fin novembre 2024. Une semaine après sa sortie, il figure dans les classements mondiaux de grandes plateformes de streaming comme Spotify. Le titre de l’album, qui est aussi le nom de sa nouvelle marque de prêt à porter, est une adaptation du terme marocain « salgout » signifiant « voyou », et que l'ancien chef du gouvernement marocain Abdel-Ilah Benkiran avait utilisé pour critiquer le rappeur publiquement.

## Affaires judiciaires
Le 18 janvier 2023, ElGrandeToto est condamné par le tribunal de Casablanca pour injures, diffamation, menaces, atteinte à l’ordre public, consommation de drogue et incitation à en prendre. Il est condamné à huit mois de prison avec sursis et à une amende de 10 000 dirhams et doit verser 50 000 dirhams à Mohamed Tijjini en guise de dédommagement.

## Discographie

### EP
- 2018: Illicit

### Singles
- 2016 : 7elmetAdo[20]
- 2017 : Haribo (remix)
- 2017 : Invalide (feat. Drizzy )
- 2017 : Smou7at
- 2017 : Pablo[21],[22]
- 2017 : Loco
- 2018 : 7elmetAdo 2
- 2018 : Apache
- 2018 : VersuS
- 2018 : Marina (Prod. By Famillionaire)
- 2018 : Piccola
- 2018 : Jme3 o Twi[23]
- 2018 : 7elmetAdo 3
- 2019 : Groupies
- 2019 : Bidaoui
- 2019 : 7elmetAdo 4
- 2020 : Hors série (feat. Don Bigg, Khtek, Draganov)
- 2020 : DDD (feat. Don Bigg)
- 2020 : VitamineDZ
- 2020 : Criminel
- 2020 : Confiné
- 2021 : Mghayer
- 2021 : Pablo 2 (Haram)
- 2021 : Salade Coco
- 2022 : Gueule Tapée
- 2022 : 7elmetAdo 5
- 2022 : Silhouette
- 2022 : 7elmetAdo 6
- 2023 : WELD LAADOUL
- 2023 : DELLALI (feat. Hamza)

### Collaborations
- 2017 : Elgrandetoto feat Lferda - 9AWDOOHA
- 2018 : Amill Leonardo feat. ElGrandeToto - Marocchino
- 2018 : Manal feat. ElGrandeToto - Slay
- 2019 : Anas feat. ElGrandeToto - Mira (sur l'album Dans mon monde)
- 2020 : CKay feat. ElGrandeToto - Love Nwantiti (North African Remix)
- 2021 : Nessyou feat. ElGrandeToto - Passe passe (sur la mixtape Rap Khatr)
- 2021 : Nouvo feat. ElGrandeToto et Draganov - DNT (Night Club Remix)
- 2021 : TiiwTiiw feat. ElGrandeToto - Papa
- 2021 : Stormy & Tagne feat. ElGrandeToto - Tchin tchin (sur l'album Jackpot)
- 2021 : Baby Gang feat. ElGrandeToto - Come Va (sur l'album Deliquente)
- 2021 : Nahir feat. ElGrandeToto - Niya (sur la mixtape Intégral 2 #POV)
- 2021 : Hayce Lemsi feat. ElGrandeToto - Au bord de l'eau (sur l'album En attendant LV3)
- 2021 : Wegz X ElGrandeToto - Msh Khalsa
- 2022 : Demi Portion feat. ElGrandeToto - Casablanca (sur l'album Mots croisés)
- 2022 : Salina feat. Small X, Dollypran, Figoshin, 7liwa, Ilies Tagne, Khtek, Ouenza, Abduh, Vargas, Draganov et Stormy
- 2022 : Gazo feat. ElGrandeToto, Santana et Unknown T - Bodies Remix (sur la mixtape KMT)
- 2024 : Doria feat ElGrandeToto - Lancôme (sur l'album Petite Fille)
- 2024 : Morad & Delarue feat ElGrandeToto - Obligación (sur l'album NO STOP)
- 2024 : La Fouine feat ElGrandeToto - Désert (sur la mixtape Capitale du Crime Radio)